# Cleora meceoscia
Cleora meceoscia là một loài bướm đêm trong họ Geometridae.